# Roodhalsjufferduif
De roodhalsjufferduif (Ptilinopus porphyreus) is een kleine kleurrijke duif.

## Kenmerken
Het mannetje heeft een paars-roze hoofd, nek en keel, met aan de ondergrens een witte rand. De snavel en het verendek zijn groen. Het vrouwtje is minder bont en heeft een minder sterke borstband. De jongen zijn nog weer wat grauwer dan het vrouwtje. De groene kleur van de duif zorgt voor een goede camouflage in de groene bosgebieden.

## Leefwijze
Het is een schuwe, niet de aandacht trekkende soort. Ze komen in het algemeen afzonderlijk voor, maar kunnen in de buurt van bijvoorbeeld fruitbomen ook groepen vormen van rond de 17 exemplaren. De duif eet vijgen, klein fruit en bessen.

## Voortplanting
De roodhalsjufferduif bouwt een kaal nest in een boom en legt een à twee witte eieren die ze in 20 dagen tijd uitbroedt. De jongen kunnen na 15 tot 16 dagen vliegen.

## Verspreiding en leefgebied
Deze soort komt voor in Indonesië, in het bijzonder in de bossen van Sumatra, Java en Bali op hoogtes van 1000 tot 2200 meter.